# Лила (Нашице)
45°33′ пн. ш. 18°07′ сх. д. / 45.55° пн. ш. 18.11° сх. д.
Лила (хорв. Lila) — населений пункт у Хорватії, в Осієцько-Баранській жупанії у складі міста Нашиці.

## Населення
Населення за даними перепису 2011 року становило 195 осіб.
Динаміка чисельності населення поселення:

## Клімат
Середня річна температура становить 11,09 °C, середня максимальна – 25,43 °C, а середня мінімальна – -5,92 °C. Середня річна кількість опадів – 710 мм.
| Клімат поселення                              | Клімат поселення | Клімат поселення | Клімат поселення | Клімат поселення | Клімат поселення | Клімат поселення | Клімат поселення | Клімат поселення | Клімат поселення | Клімат поселення | Клімат поселення | Клімат поселення | Клімат поселення |
| Показник                                      | Січ.             | Лют.             | Бер.             | Квіт.            | Трав.            | Черв.            | Лип.             | Серп.            | Вер.             | Жовт.            | Лист.            | Груд.            |                  |
| Середній максимум, °C                         | 5,88             | 8,06             | 12,69            | 17,23            | 22,28            | 25,43            | 25,26            | 24,70            | 20,50            | 15,19            | 9,30             | 5,34             |                  |
| Середня температура, °C                       | −0,04            | 2,19             | 6,80             | 11,32            | 16,38            | 19,52            | 21,36            | 20,80            | 16,60            | 11,30            | 5,40             | 1,42             |                  |
| Середній мінімум, °C                          | −5,92            | −3,75            | 0,91             | 5,44             | 10,47            | 13,64            | 17,48            | 16,91            | 12,73            | 7,40             | 1,52             | −2,44            |                  |
| Норма опадів, мм                              | 44               | 42               | 42               | 55               | 67               | 92               | 64               | 63               | 53               | 62               | 70               | 56               |                  |
| Середньомісячна швидкість вітру, м/с          | 2.20             | 2.40             | 2.70             | 2.60             | 2.30             | 2.11             | 2.10             | 1.90             | 1.90             | 2.00             | 2.10             | 2.20             |                  |
| Середньомісячна сонячна радіація, кДж/м²·день | 4215             | 6881             | 10797            | 15270            | 19254            | 21099            | 22215            | 20175            | 14873            | 9208             | 4750             | 3554             |                  |
| --------------------------------------------- | ---------------- | ---------------- | ---------------- | ---------------- | ---------------- | ---------------- | ---------------- | ---------------- | ---------------- | ---------------- | ---------------- | ---------------- | ---------------- |
| Джерело:                                      |                  |                  |                  |                  |                  |                  |                  |                  |                  |                  |                  |                  |                  |